# Veronica astonii
Veronica astonii är en grobladsväxtart som beskrevs av Donald Petrie. Veronica astonii ingår i släktet veronikor, och familjen grobladsväxter. Inga underarter finns listade i Catalogue of Life.